# Stormont Mancroft (2e baron Mancroft)
Stormont Mancroft Samuel Mancroft, 2e baron Mancroft (27 juillet 1914 - 14 septembre 1987), né Stormont Mancroft Samuel est un homme politique conservateur britannique.

## Jeunesse
Il est le fils d'Arthur Samuel (1er baron Mancroft) et de Phoebe Fletcher. En 1925, sa famille abandonne son nom de famille "Samuel" pour celui de "Mancroft". Il fait ses études au Winchester College, à Christ Church, à Oxford, où il obtient un diplôme en droit, et à l'Université de Bonn, où il étudie la musique. En 1938, il devient avocat à l'Inner Temple. Il sert pendant la Seconde Guerre mondiale comme lieutenant-colonel dans l'armée britannique, est mentionné à deux reprises dans des dépêches et reçoit la Croix de Guerre.

## Carrière politique
Après la guerre, il sert dans les gouvernements conservateurs de Winston Churchill et Anthony Eden comme whip du gouvernement de 1952 à 1954 et comme sous-secrétaire d'État au ministère de l'Intérieur de 1954 à 1957. Lorsque Harold Macmillan devient Premier ministre en janvier 1957, Mancroft est nommé secrétaire parlementaire du ministre de la Défense, Duncan Sandys, poste qu'il occupe jusqu'en juin de la même année, puis est ministre sans portefeuille de 1957 à 1958.

## L'écriture
Il est un contributeur fréquent d'articles humoristiques au magazine Punch et à d'autres publications. Trois livres de ses articles sont publiés: 
- "Réserver les cuisiniers", 1969[3].
- "Un Chinois dans mon bain et d'autres pièces", 1974[4].
- "Les abeilles dans quelques bonnets", 1979[5].

Plus de la moitié du troisième livre se compose de documents publiés dans les deux livres précédents.

## Famille
Lord Mancroft épouse Diana Lloyd, fille du lieutenant-colonel Horace Lloyd, le 8 mai 1951. Ils ont trois enfants: 
- Victoria Lucinda Mancroft (7 mars 1952), épouse le prince Frederick Nicholas de Prusse (fils du prince Frederick de Prusse) le 27 février 1980.
- Jessica Rosetta Mancroft (10 mai 1954), épouse Simon Dickinson le 15 octobre 1983.
- Benjamin Mancroft (3e baron Mancroft) (16 mai 1957), épouse Emma Louisa Peart le 20 septembre 1990.

Diana Lloyd a été auparavant mariée à Richard Bridges St. John Quarry. Ils ont une fille Miranda, comtesse de Stockton (1947–2020).